# Do I Wanna Know?
"Do I Wanna Know?" là một bài hát của ban nhạc indie rock Anh Arctic Monkeys từ album phòng thu thứ năm của họ, AM. Bài hát đã được phát hành như một đĩa đơn vào ngày 19 tháng 6 năm 2013 cùng với một video âm nhạc kèm theo, và hiện cho tải kỹ thuật số thông qua iTunes.
"Do I Wanna Know?" đạt vị trí số 11 trên UK Singles Chart, được xếp hạng ở một số nước khác, và là bài hát đầu tiên của Arctic Monkeys được xếp hạng trên bảng xếp hạng Billboard Hot 100 của Mỹ, đạt vị trí số 70 vào tháng ba, 2014.

## Video âm nhạc
Một video âm nhạc cho "Do I Wanna Know?", đạo diễn bởi David Wilson, lần đầu tiên được phát hành trên YouTube ngày 18 tháng 6 năm 2013. Nó đã được xem hơn 100 triệu lần, đến 11 tháng 1 năm 2014, nó vượt qua số lượt xem "Fluorescent Adolescent" và trở thành video được xem nhiều nhất của Arctic Monkeys.

## Danh sách bài hát
| Digital download | Digital download   | Digital download |
| STT              | Nhan đề            | Thời lượng       |
| ---------------- | ------------------ | ---------------- |
| 1.               | "Do I Wanna Know?" | 4:33             |

| 7" Single | 7" Single          | 7" Single  |
| STT       | Nhan đề            | Thời lượng |
| --------- | ------------------ | ---------- |
| 1.        | "Do I Wanna Know?" | 4:33       |
| 2.        | "2013"             | 2:26       |

## Bảng xếp hạng và chứng nhận
| BXH (2013-14)                              | Vị trí cao nhất |
| ------------------------------------------ | --------------- |
| Úc (ARIA)                                  | 37              |
| Bỉ (Ultratop 50 Flanders)                  | 33              |
| Bỉ (Ultratip Wallonia)                     | 33              |
| Canada (Canadian Hot 100)                  | 48              |
| Cộng hòa Séc (Singles Digitál Top 100)     | 75              |
| Pháp (SNEP)                                | 45              |
| Ireland (IRMA)                             | 14              |
| Israel (Media Forest)                      | 10              |
| Hà Lan (Single Top 100)                    | 62              |
| Scotland (OCC)                             | 12              |
| Slovakia (Singles Digitál Top 100)         | 63              |
| Thụy Sĩ (Schweizer Hitparade)              | 66              |
| Anh Quốc (OCC)                             | 11              |
| Anh Quốc Indie (OCC)                       | 2               |
| Hoa Kỳ Billboard Hot 100                   | 70              |
| Hoa Kỳ Adult Alternative Songs (Billboard) | 11              |
| Hoa Kỳ Alternative Songs (Billboard)       | 1               |

| BXH (2013)                    | Vị trí |
| ----------------------------- | ------ |
| US Hot Rock Songs (Billboard) | 52     |

| BXH (2014)                             | Vị trí |
| -------------------------------------- | ------ |
| US Hot Rock Songs (Billboard)          | 20     |
| US Rock Airplay (Billboard)            | 1      |
| US Adult Alternative Songs (Billboard) | 41     |
| US Alternative Songs (Billboard)       | 1      |
| US Mainstream Rock (Billboard)         | 46     |

## Chứng nhận
| Quốc gia                                  | Chứng nhận | Số đơn vị/doanh số chứng nhận |
| ----------------------------------------- | ---------- | ----------------------------- |
| Úc (ARIA)                                 | Vàng       | 35.000^                       |
| Anh Quốc (BPI)                            | Vàng       | 400.000‡                      |
| ^ Chứng nhận dựa theo doanh số nhập hàng. |            |                               |

## Lịch sử phát hành
| Khu vực        | Ngày                     | Định dạng        | Nhãn           |
| -------------- | ------------------------ | ---------------- | -------------- |
| United Kingdom | ngày 19 tháng 6 năm 2013 | Digital download | Domino Records |
| United Kingdom | ngày 22 tháng 7 năm 2013 | 7" vinyl         | Domino Records |